# هاري كاميرون
هاري كاميرون هو لاعب هوكي الجليد كندي، ولد في 6 فبراير 1890 في أونتاريو في كندا، وتوفي في 20 أكتوبر 1953 في فانكوفر في كندا.

## وصلات خارجية
- هاري كاميرون على موقع دوري الهوكي الوطني (الإنجليزية)
- هاري كاميرون على موقع EliteProspects.com (الإنجليزية)
- هاري كاميرون على موقع HockeyDB.com (الإنجليزية)
- هاري كاميرون على موقع Hockey-Reference.com (الإنجليزية)